# Brian Robinson (rugby à XV)
Pour les articles homonymes, voir Brian Robinson et Robinson.
Pas d'image ? Cliquez ici

a Compétitions nationales et continentales officielles uniquement.

b Matchs officiels uniquement.
Dernière mise à jour le 19 octobre 2012.
Brian Francis Robinson, né le 20 mars 1966 à Belfast, est un joueur de rugby à XV qui a évolué avec l'équipe d'Irlande au poste de troisième ligne centre.

## Biographie
Brian Robinson joue en club avec le Ballymena RFC. Il dispute son premier test match, le 2 février 1991 contre l'équipe de France. Son dernier test match est contre l'équipe d'Australie le 11 juin 1994. Il dispute trois matchs de la Coupe du monde 1991.

## Statistiques en équipe nationale
- 25 sélections
- 25 points (6 essais)
- Sélections par années : 9 en 1991, 7 en 1992, 3 en 1993, 6 en 1994
- Tournois des Cinq Nations disputés :  1991, 1992, 1993 et 1994